# Pinhal Litorale
Il Pinhal Litorale è una subregione statistica del Portogallo, parte della regione Centro, che comprende parte del distretto di Leiria. Confina a nord col Basso Mondego, ad est con il Pinhal Interno Nord e il Medio Tago, a sud con la Lezíria do Tejo e ad ovest con l'Oceano Atlantico.

## Suddivisioni
Comprende 5 comuni:
- Batalha
- Leiria
- Marinha Grande
- Pombal
- Porto de Mós